# Maskarenenkoet
De maskarenenkoet (Fulica newtoni) is een uitgestorven vogel uit de familie van de rallen (Rallidae). De wetenschappelijke naam van de soort werd  gepubliceerd in 1867 door Milne-Edwards.

## Verspreiding en leefgebied
De soort kwam voor op Réunion en is voor het laatst waargenomen in de 17e eeuw.